# Felipe de Edimburgo
El príncipe Felipe, duque de Edimburgo (nacido Felipe de Grecia y Dinamarca y, más tarde, llamado Felipe Mountbatten; Corfú, 10 de junio de 1921-Windsor, 9 de abril de 2021) fue el esposo de la reina Isabel II, y príncipe del Reino Unido de Gran Bretaña e Irlanda del Norte, desde el ascenso al trono de su esposa, en 1952, hasta su muerte, en 2021.
Hijo del príncipe Andrés de Grecia y Dinamarca y de la princesa Alicia de Battenberg, fue miembro de la Casa Real griega por nacimiento y de la británica por su matrimonio. Como tal, fue el último consorte del Reino Unido de origen regio, al nacer príncipe por derecho propio.
En 1947 se casó con la princesa Isabel del Reino Unido, hija de los reyes Jorge VI e Isabel. En la víspera de su boda, Jorge VI le concedió la Orden de la Jarretera y el tratamiento de alteza real; y, en el día de la boda, los títulos de duque de Edimburgo, conde de Merioneth y barón Greenwich. En 1957, fue nombrado príncipe del Reino Unido por la reina Isabel II.
Aparte de sus deberes reales, fue patrocinador de muchas organizaciones, como los Premios Duque de Edimburgo y el Fondo Mundial para la Naturaleza. Además fue rector de la Universidad de Cambridge, así como de la de Edimburgo (donde fue sucedido por su hija Ana en 2011). Desde que visitó las Malvinas en 1956, tomó conciencia de la importancia del medio ambiente y transmitió esa preocupación a otras personas.[cita requerida] Publicó escritos y dio charlas sobre temas del medio ambiente.[cita requerida]
En 2011, con motivo de su nonagésimo cumpleaños, le fue otorgado el título de lord gran almirante del Reino Unido, un título que venía ostentando la reina desde 1964, en recompensa a las seis décadas como consorte británico.
El 2 de agosto de 2017, habiendo cumplido 96 años, decidió retirarse de sus actividades debido a la dificultad que la edad le generaba para cumplir su agenda protocolaria, habiendo completado un total de 22 219 compromisos reales desde 1952.[cita requerida]
Entre mediados de febrero y mediados de marzo de 2021, estuvo internado en el Hospital Rey Eduardo VII para ser intervenido quirúrgicamente.
El duque de Edimburgo falleció el 9 de abril de 2021, a los 99 años, en el Castillo de Windsor, dos meses antes de cumplir su centenario. Fue el consorte de mayor edad y ejercicio más largo en la historia de la monarquía británica, así como el hombre de mayor edad en la historia de la familia real del Reino Unido.
Sus funerales fueron llevados a cabo el sábado 17 de abril en la capilla de San Jorge, ubicada dentro del propio castillo.
Al cabo de un mes, se dio a conocer el acta de defunción del duque de Edimburgo, donde se hace constar que la causa del deceso se debía a su avanzada edad. Fue el último bisnieto vivo de Cristián IX de Dinamarca y el último nieto vivo de Jorge I de Grecia.

## Biografía

### Infancia

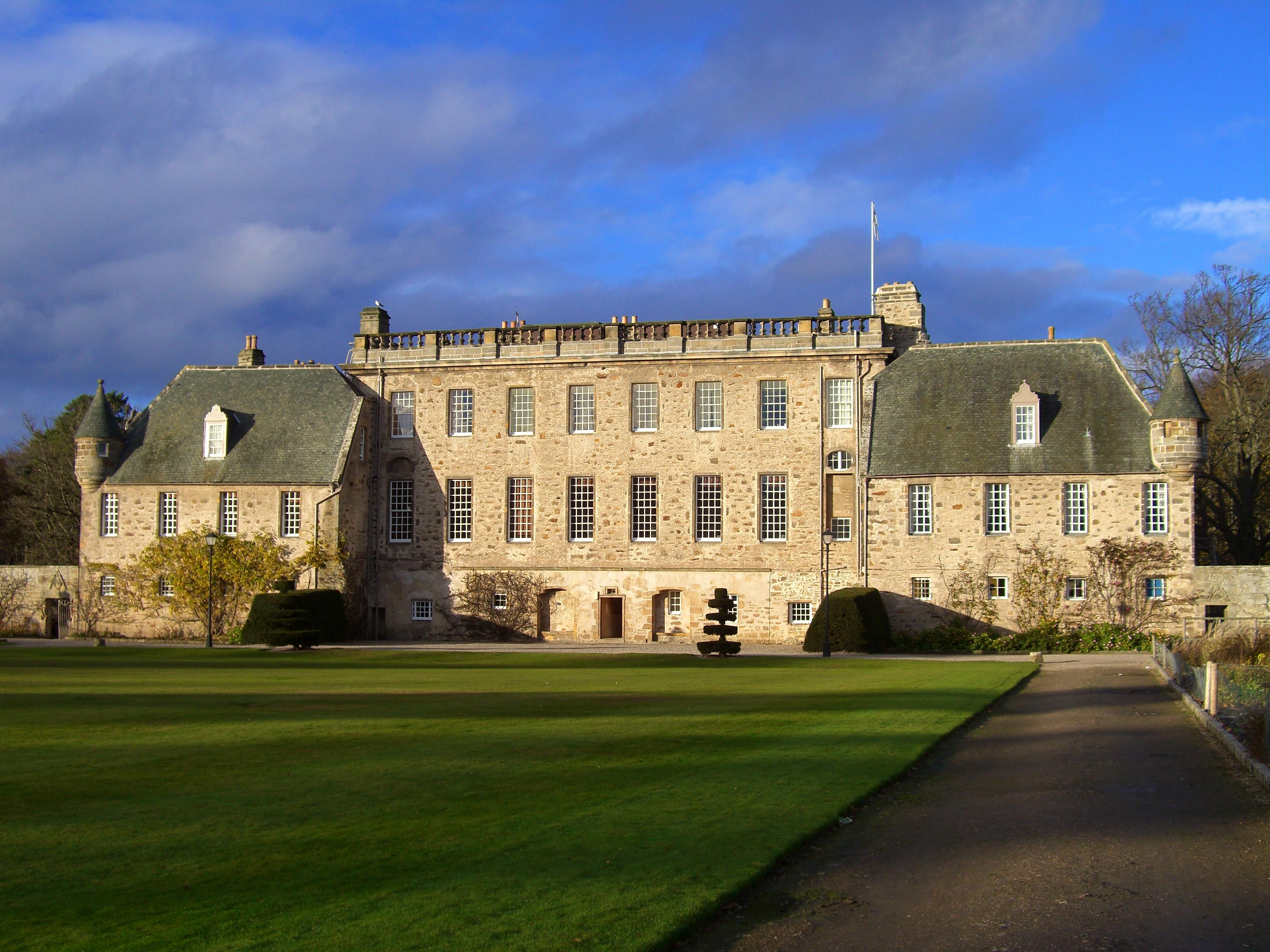
Escuela de Gordonstoun en Escocia.

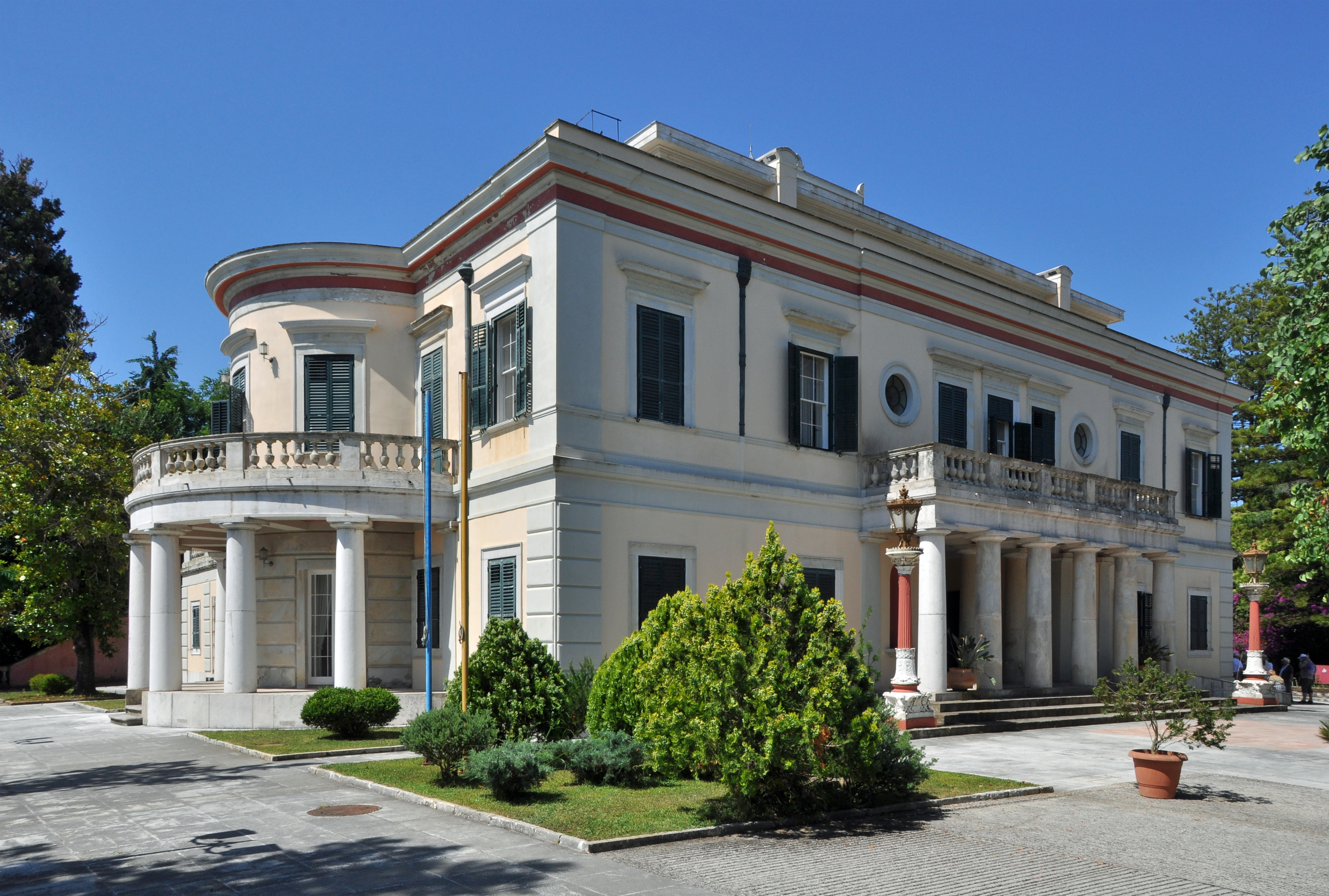
Palacio de Mon Repos, lugar de nacimiento de Felipe.

Nació el 10 de junio de 1921 en la villa Mon Repos en Corfú, una isla griega del mar Jónico. Su padre fue el príncipe Andrés de Grecia y Dinamarca —el cuarto hijo del rey Jorge I de Grecia y de la reina Olga, nieta del zar Nicolás I de Rusia— y su madre fue la princesa Alicia de Battenberg —hija mayor del príncipe Luis de Battenberg, marqués de Milford Haven y de la princesa Victoria de Hesse-Darmstadt, hija mayor del gran duque Luis IV de Hesse-Darmstadt y de su primera esposa, la princesa Alicia del Reino Unido (hija de la reina Victoria del Reino Unido), y hermana de la última zarina de Rusia Alejandra Fiódorovna Románova—.
El príncipe fue bautizado unos días después de su nacimiento en la iglesia de San Jorge, en Corfú. Fue educado en Schloss Salem en Alemania y en Gordonstoun, una escuela situada en el norte de Escocia.
Felipe tuvo cuatro hermanas mayores, cada una de las cuales se casó con un príncipe alemán:
- Margarita de Grecia y Dinamarca (1905-1981), casada con Godofredo Germán, príncipe de Hohenlohe-Langenburg.
- Teodora de Grecia y Dinamarca (1906-1969), casada con Bertoldo Federico, margrave de Baden.
- Cecilia de Grecia y Dinamarca (1911-1937), casada con Jorge Donato, gran duque heredero de Hesse.
- Sofía de Grecia y Dinamarca (1914-2001), casada primero con el príncipe Cristóbal Ernesto de Hesse-Kassel y después con el príncipe Jorge Guillermo de Hannover.

Poco después del nacimiento de Felipe, su abuelo materno, el príncipe Luis Mountbatten, anteriormente conocido como Luis de Battenberg, marqués de Milford Haven, murió en Londres. Luis era un ciudadano británico naturalizado que, después de una carrera en la Marina Real británica, había renunciado a sus títulos alemanes y adoptado el apellido Mountbatten durante la Primera Guerra Mundial. Después de visitar Londres con motivo del funeral, Felipe y su madre regresaron a Grecia, donde el príncipe Andrés se había quedado para comandar una división del ejército involucrada en la guerra greco-turca (1919-1922).
La guerra fue desmoralizante para Grecia y los turcos obtuvieron grandes victorias. El 22 de septiembre de 1922, el tío de Felipe, el rey Constantino I de Grecia, fue obligado a abdicar y el nuevo gobierno militar arrestó al príncipe Andrés, junto con otros. El comandante del ejército, el general Georgios Hatzanestis y cinco políticos de alto rango fueron ejecutados. Se creía que la vida del príncipe Andrés estaba en peligro, y Alicia estaba bajo vigilancia. En diciembre, un tribunal revolucionario desterró al príncipe Andrés de Grecia de por vida. El buque de guerra británico HMS Calypso evacuó a la familia del príncipe Andrés junto con Felipe, quien fue llevado por su seguridad en una cuna hecha con una caja de frutas. La familia de Felipe fue a Francia, donde se establecieron en el suburbio parisino de Saint-Cloud, en una casa prestada por su adinerada tía, la princesa Marie Bonaparte.
Debido a que Felipe dejó Grecia siendo un bebé, no adquirió una comprensión sólida de la lengua griega. En 1992, dijo que «podría entender una cierta cantidad (de vocablos)». Felipe declaró que se había considerado danés y que su familia hablaba inglés, francés y alemán.
Cuando Felipe tenía siete años, su familia se mudó al Reino Unido. Fue educado en Inglaterra y Alemania. Asesorado por su tío, lord Luis Mountbatten, solicitó la nacionalidad británica y adoptó el apellido materno (Battenberg —en alemán, significa «montaña (de) Batten»— pero traducido al inglés, Mountbatten) para servir en la Marina Real del Reino Unido, donde alcanzó el grado de teniente, y así ascender en su camino hacia un matrimonio noble.

### Educación

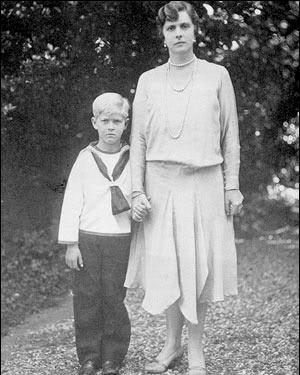
El príncipe Felipe y su madre Alicia de Battenberg en 1926.

Recibió su primera educación en una escuela estadounidense de París dirigida por Donald MacJannet, quien lo describió como «una persona inteligente, y siempre notablemente cortés». En 1928, fue enviado al Reino Unido para asistir a la escuela Cheam. Vivió con su abuela materna, Victoria de Hesse-Darmstadt, en el palacio de Kensington; y con su tío, Jorge Mountbatten, segundo marqués de Milford Haven, en Lynden Manor en Bray, Berkshire. En los siguientes tres años, sus cuatro hermanas se casaron con nobles alemanes y se mudaron a Alemania, su madre fue internada en un manicomio después de que le diagnosticaran esquizofrenia, y su padre se mudó a un pequeño apartamento en Montecarlo. Felipe tuvo poco contacto con su madre durante el resto de su infancia. En 1933, fue enviado al colegio privado Schule Schloss Salem en Alemania, donde tenía la «ventaja de ahorrar en los gastos escolares» porque era propiedad de la familia de su cuñado, Bertoldo de Baden. Con el ascenso del nazismo en Alemania, el fundador judío de la escuela Salem, Kurt Hahn, huyó de la persecución y fundó la Gordonstoun School en Escocia. Después de dos años en Salem, Felipe pasó a ser alumno del Gordonstoun. En 1937, su hermana Cecilia, el esposo de esta, Jorge Donato de Hesse-Darmstadt, sus dos hijos pequeños y su suegra murieron en un accidente aéreo en Ostende; Felipe, que entonces tenía dieciséis años, asistió al funeral en Darmstadt. Al año siguiente, su tío y tutor Lord Milford Haven murió de cáncer de médula ósea.

### Carrera militar
Después de dejar Gordonstoun en 1939, Felipe se unió a la Marina Real británica, graduándose al año siguiente del Britannia Royal Naval College (conocido como Dartmouth), como el mejor cadete de su promoción. Durante la Segunda Guerra Mundial, continuó sirviendo en las fuerzas británicas, mientras que dos de sus cuñados, el príncipe Cristóbal de Hesse y el margrave Bertoldo de Baden, lucharon en el lado alemán. Fue nombrado guardiamarina en enero de 1940. Felipe pasó cuatro meses en el acorazado HMS Ramillies, protegiendo convoyes de la Fuerza Expedicionaria Australiana en el océano Índico, seguido de expediciones más cortas en HMS Kent, en HMS Shropshire y en Ceilán (ahora Sri Lanka). Después de la guerra greco-italiana en octubre de 1940, fue transferido desde el Océano Índico al acorazado HMS Valiant, en la Flota del Mediterráneo.
Entre otros combates, Felipe participó en la batalla de Creta, y fue mencionado a los despachos por su servicio durante la batalla del Cabo Matapán, en la que controlaba los reflectores de los acorazados. También fue galardonado con la Cruz de Valores Griegos de Guerra. Los deberes de menor gloria incluían avivar las calderas del barco de transporte de tropas RMS Empress of Russia. Fue comisionado como alférez de navío después de una serie de cursos en Portsmouth en los que obtuvo la mejor calificación en cuatro de las cinco secciones del examen de calificación. En junio de 1942, fue designado en el destructor de clase V y W, como el líder de la flotilla del HMS Wallace, que participó en tareas de escolta de un convoy en la costa este de Gran Bretaña, así como en la invasión aliada de Sicilia.
Fue ascendido a teniente de navío el 16 de julio de 1942. En octubre del mismo año, se convirtió en el primer teniente del HMS Wallace, a los 21 años, uno de los primeros tenientes más jóvenes de la Marina Real británica. Durante la invasión aliada de Sicilia, en julio de 1943, como segundo al mando del HMS Wallace, salvó a su nave de un ataque de un bombardero nocturno. Ideó un plan para lanzar una balsa con flotadores de humo que distrajeron con éxito a los atacantes y permitieron que la nave se escapara sin ser detectada. En 1944, fue trasladado al nuevo destructor, HMS Whelp, donde participó en servicio con la flota británica del Pacífico en la 27.ª Flotilla de Destructores. Estuvo presente en la bahía de Tokio cuando se firmó el documento de la rendición japonesa. En enero de 1946, Felipe regresó al Reino Unido en el Whelp, y fue enviado como instructor al HMS Royal Arthur, la Escuela de Suboficiales en Corsham, Wiltshire.

### Matrimonio

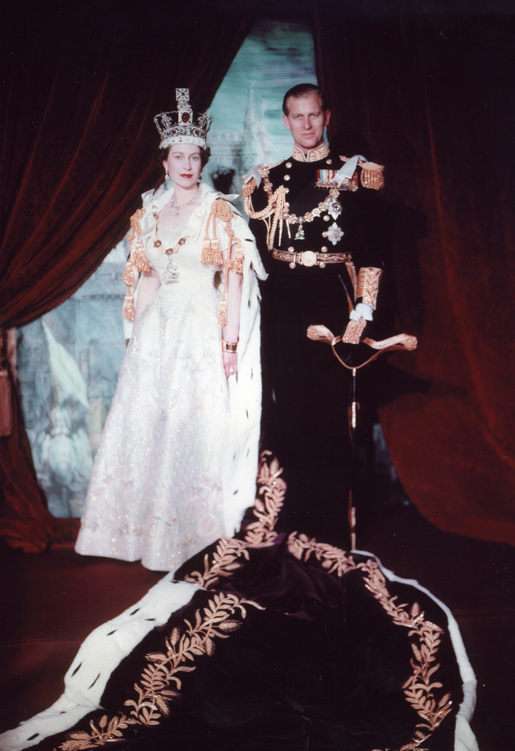
Retrato de coronación de la reina Isabel II y el duque de Edimburgo (junio de 1953).

El 20 de noviembre de 1947, Felipe contrajo matrimonio con la heredera del trono británico, la princesa Isabel. Para casarse con la heredera al trono, Felipe tuvo que renunciar a su religión (la ortodoxa griega) y a su lealtad a Grecia. Por eso, perdió su título de "príncipe de Grecia y Dinamarca". Para resolver esto, la víspera del día de su boda, el que iba a convertirse en su suegro, el rey Jorge VI, le concedió el tratamiento de Su Alteza Real y lo nombró caballero de la Orden de la Jarretera. El día de la boda recibió los títulos de duque de Edimburgo, conde de Merioneth y barón Greenwich.
En 1952, Isabel ascendió al trono y en 1957 le concedió el título de "príncipe del Reino Unido", y además determinó que Felipe sería el primer caballero en la precedencia del Reino Unido. La ascensión de Isabel al trono trajo a colación el tema del posible cambio del nombre de la Casa de Windsor a Mountbatten; sin embargo, la reina María, al enterarse de la propuesta, se comunicó con el primer ministro Winston Churchill, quien instó a la reina a mantener el nombre de la casa real. El duque, irritado, se quejó en privado: «No soy más que una maldita ameba. Soy el único hombre en el país al que no se le permite darle su nombre a sus hijos». Sin embargo, en 1960, la reina emitió una orden que declaraba que sus descendientes agnados que no llevasen el tratamiento de alteza real o el título de príncipe llevarían el apellido Mountbatten-Windsor.
Isabel le permitió, en 1952, ser presidente de la Comisión que debía planificar y organizar su ceremonia de coronación.
En 1997, su exnuera Diana de Gales falleció en un accidente automovilístico en París, mientras el duque y la familia real pasaban sus vacaciones en el castillo de Balmoral. Años después, Mohamed Al-Fayed, padre del novio de Diana, acusó al duque de haber planeado la muerte de su hijo y la princesa; sin embargo, las investigaciones de 2008 concluyeron que la supuesta conspiración en realidad había sido un accidente.
El duque de Edimburgo fue ingresado el viernes 23 de diciembre de 2011 por la tarde de urgencia, tras sentir dolores en el pecho, y tuvo que someterse por la noche a una angioplastia para desbloquear una arteria coronaria. La intervención quirúrgica fue un éxito.

### Retiro y muerte

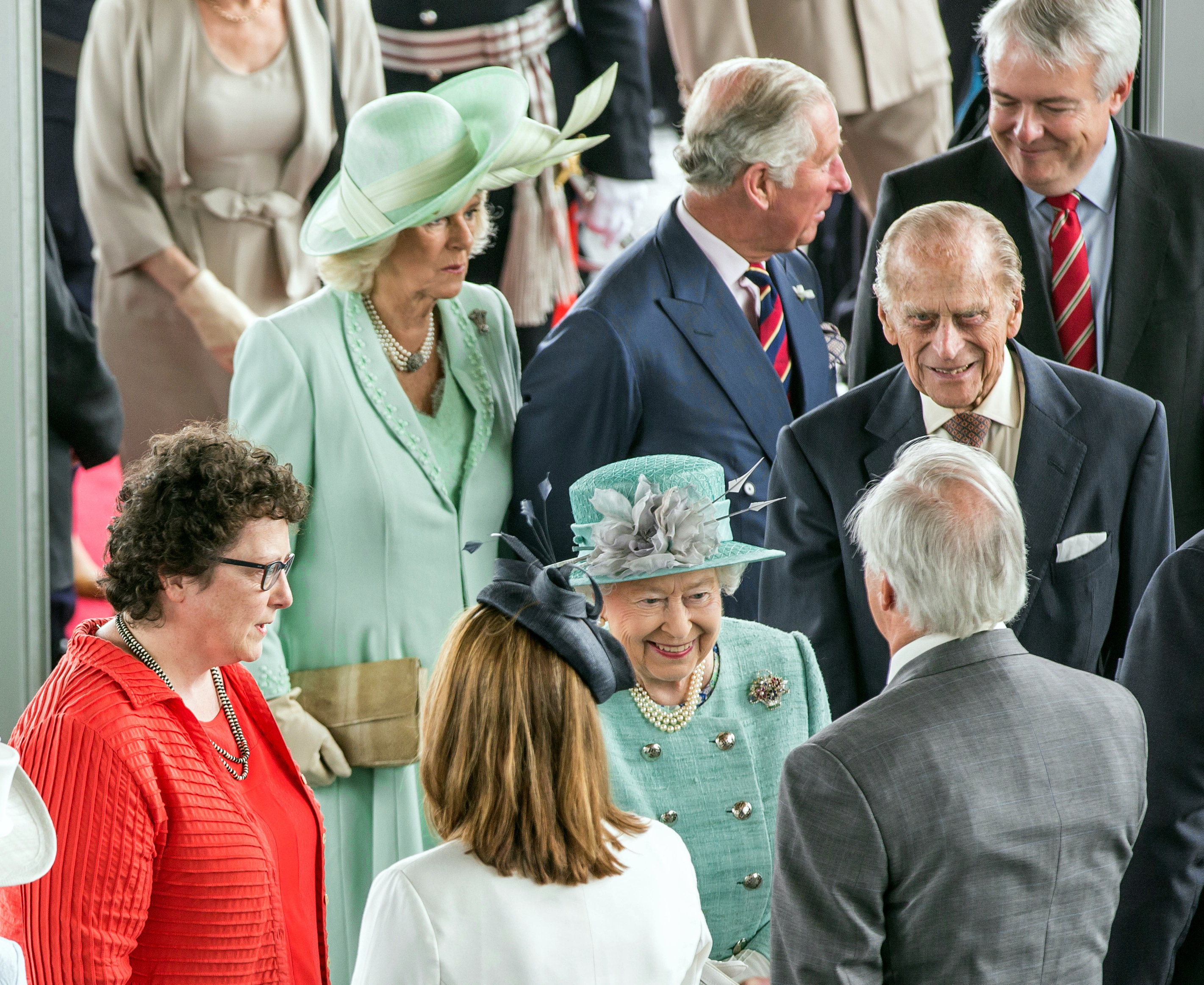
Felipe con la reina y su familia en la inauguración del Parlamento de Gales, 2016.

El 4 de mayo de 2017, el palacio de Buckingham anunció que en el otoño de dicho año Felipe se retiraría de su vida pública, decisión que se hizo efectiva desde el 2 de agosto del mismo.

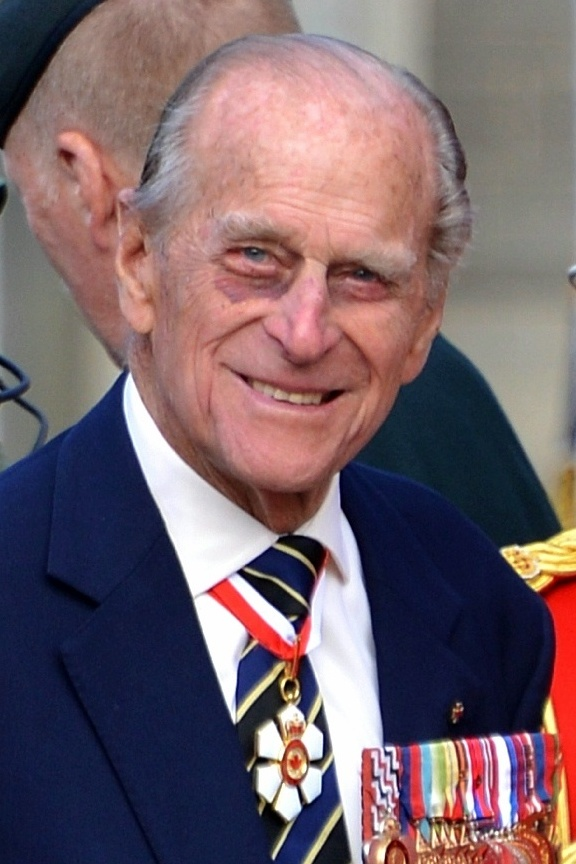
El príncipe Felipe en 2013.

El 20 de junio de 2017 fue ingresado en el hospital Rey Eduardo VII, en Marylebone, como medida preventiva por sufrir una infección, por lo que no pudo asistir a la apertura del Parlamento británico y fue sustituido por su hijo Carlos. En enero de 2019 se vio involucrado en un accidente de tráfico. Fue hospitalizado de nuevo el 20 de diciembre de 2019.
El 16 de febrero de 2021 el duque de Edimburgo fue nuevamente internado en el mismo hospital por precaución, tras asegurar que «se sentía mal». Se confirmó que padecía una infección no especificada, y posteriormente lo trasladaron al hospital de San Bartolomé. Tras ser intervenido quirúrgicamente del corazón en este centro sanitario, regresó al hospital rey Eduardo VII. El 16 de marzo de 2021 se le dio el alta médica.
Finalmente, la mañana del 9 de abril de 2021, falleció a la edad de 99 años en el castillo de Windsor, a tan solo dos meses de cumplir su centenario. En el momento de su muerte se convirtió en el tercer miembro más longevo de la historia de la familia real británica, solo después de la princesa Alicia, duquesa de Gloucester, quien murió a los 102 años el 29 de octubre de 2004 y de Isabel Bowes-Lyon, la reina madre, quien falleció a los 101 años, el 30 de marzo de 2002.
Según las conclusiones del certificado de defunción, el príncipe Felipe murió de "vejez": en el documento se sugiere que ninguna enfermedad fue la causante de su fallecimiento a los 99 años.

## Descendencia
Junto a su esposa, la reina Isabel II del Reino Unido, Felipe tuvo cuatro hijos: Carlos, Ana, Andrés y Eduardo; además de contar en la actualidad con ocho nietos y catorce bisnietos.
- Carlos III del Reino Unido (nacido el 14 de noviembre de 1948), se casó el 29 de julio de 1981 con Diana Spencer (1961-1997) y se divorció el 28 de agosto de 1996. El 9 de abril de 2005 se casó en segundas nupcias, en una ceremonia civil, con Camila Parker-Bowles (nacida el 17 de julio de 1947).
  - Guillermo, príncipe de Gales (nacido el 21 de junio de 1982), se casó el 29 de abril de 2011 con Catherine Middleton, actualmente conocida como Catalina, princesa de Gales (nacida el 9 de enero de 1982).
    - Príncipe Jorge de Gales (nacido el 22 de julio de 2013).
    - Princesa Carlota de Gales (nacida el 2 de mayo de 2015).
    - Príncipe Luis de Gales (nacido el 23 de abril de 2018).

  - Príncipe Enrique, duque de Sussex (nacido el 15 de septiembre de 1984), se casó el 19 de mayo de 2018 con Meghan Markle, actualmente conocida como Meghan, duquesa de Sussex (nacida el 4 de agosto de 1981). 
    - Príncipe Archie de Sussex (nacido el 6 de mayo de 2019).
    - Princesa Lilibet de Sussex (nacida el 4 de junio de 2021).
- Ana, princesa real (nacida el 15 de agosto de 1950), se casó el 14 de noviembre de 1973 con el capitán Mark Phillips (nacido el 22 de septiembre de 1948) y se divorció el 28 de abril de 1992. Se casó luego el 12 de diciembre de 1992 con el vicealmirante sir Timothy Laurence (nacido el 1 de marzo de 1955).
  - Peter Phillips (nacido el 15 de noviembre de 1977), se casó el 17 de mayo de 2008 con Autumn Patricia Kelly (nacida el 3 de mayo de 1978). Se divorció el 14 de junio de 2021.
    - Savannah Phillips (nacida el 29 de diciembre de 2010).
    - Isla Phillips (nacida el 29 de marzo de 2012).

  - Zara Tindall (nacida el 15 de mayo de 1981), se casó el 30 de julio de 2011 con Michael James Tindall (nacido el 18 de octubre de 1978).
    - Mia Tindall (nacida el 17 de enero de 2014).
    - Lena Tindall (nacida el 18 de junio de 2018).
    - Lucas Tindall (nacido el 21 de marzo de 2021).
- Andrés, duque de York (nacido el 19 de febrero de 1960), se casó el 23 de julio de 1986 con Sarah, duquesa de York (nacida el 15 de octubre de 1959) y se divorció el 30 de mayo de 1996.
  - Princesa Beatriz de York (nacida el 8 de agosto de 1988). Se casó con Edoardo Mapelli Mozzi el 17 de julio de 2020 (nacido el 19 de noviembre de 1983).
    - Sienna Mapelli Mozzi (nacida el 18 de septiembre de 2021).
    - Athena Mapelli Mozzi (nacida el 22 de enero de 2025).

  - Princesa Eugenia de York (nacida el 23 de marzo de 1990). Se casó el 12 de octubre de 2018 con Jack Brooksbank (nacido el 3 de mayo de 1986).
    - August Brooksbank (nacido el 9 de febrero de 2021).
    - Ernest Brooksbank (nacido el 30 de mayo de 2023).
- Eduardo, duque de Edimburgo (nacido el 10 de marzo de 1964), se casó el 19 de junio de 1999 con Sofía Rhys-Jones (nacida el 20 de enero de 1965), con la que tiene dos hijos:
  - Lady Luisa Mountbatten-Windsor (nacida el 8 de noviembre de 2003).
  - Jacobo Mountbatten-Windsor, conde de Wessex (nacido el 17 de diciembre de 2007).

## Títulos, tratamientos y condecoraciones

Monograma del príncipe Felipe, duque de Edimburgo

En vida tuvo los siguientes tratamientos:
| ● 10 de junio de 1921-18 de marzo de 1947:     | Su alteza real príncipe Felipe de Grecia y Dinamarca      |
| ● 18 de marzo de 1947-19 de noviembre de 1947: | Teniente Felipe Mountbatten (1)                           |
| ● 20 de noviembre de 1947-22 de junio de 1957: | Su alteza real El duque de Edimburgo                      |
| ● 22 de junio de 1957-9 de abril de 2021:      | Su alteza real El príncipe Felipe, duque de Edimburgo (1) |

1. El último día (19-20/11/1947) recibió oficialmente el título Su alteza real sir Felipe Mountbatten, antes de convertirse en el duque de Edimburgo
2. Título completo: Su alteza real el príncipe Felipe, duque de Edimburgo, conde de Merioneth, barón Greenwich
Condecoraciones
- Caballero real de la Nobilísima Orden de la Jarretera.
- Caballero supernumerario de la Antiquísima y Nobilísima Orden del Cardo.
- Miembro de la Orden del Mérito del Reino Unido.
- Caballero gran cruz de la Real Orden Victoriana.
- Gran maestre de la Excelentísima Orden del Imperio Británico.
- Caballero de la Orden de Australia.
- Miembro adicional de la Orden de Nueva Zelanda.
- Compañero supernumerario de la Orden al Servicio de la Reina.
- Compañero extraordinario de la Orden de Canadá.
- Comandante extraordinario de la Orden del Mérito Militar de Canadá.
- Condecoración de las Fuerzas Armadas Canadienses.
- Gran Cruz con brillantes de la Orden El Sol del Perú.
- Collar de la Orden al Mérito de Chile.[38]

Cargos
- Lord del Consejo Privado de Su Majestad.
- Miembro del Consejo Privado de la Reina por Canadá.
- Ayudante de campo de Su Majestad.
- Lord gran almirante del Reino Unido.
- Gran maestre de la Gran Logia Unida de Inglaterra.

Además de sus títulos y condecoraciones británicas, el duque de Edimburgo poseyó otras cincuenta condecoraciones de países extranjeros (24 europeas, 11 americanas, 10 asiáticas y 5 africanas) y cincuenta y cuatro cargos militares honoríficos en el Reino Unido y en los países de la Commonwealth.

## Interpretado en cine y televisión
| 1982      | The Royal Romance of Charles and Diana | Stewart Granger        |                                                                              |
| 1993      | Diana: Her True Story                  | Donald Douglas         | Serie de TV basada en la biografía de Andrew Morton.                         |
| 2006      | La Reina                               | James Cromwell         |                                                                              |
| 2009      | 2012                                   |                        | Aparece con su esposa Isabel II y sus perros en la presa de Cho Ming, Tíbet. |
| 2011      | Guillermo y Kate: un romance real      | Mark Penfold           |                                                                              |
| 2016-2017 | The Crown primera y segunda temporada  | Finn Elliot Matt Smith | Serie producida por Left Bank Pictures para Netflix.                         |
| 2019-2020 | The Crown tercera y cuarta temporada   | Tobias Menzies         | Serie producida por Left Bank Pictures para Netflix                          |
| 2019      | The Queen's Corgi                      | Tom Courtenay          | Película de animación producida por Lions Gate Entertainment                 |
| 2022      | The Crown quinta y sexta temporada     | Jonathan Pryce         | Serie producida por Left Bank Pictures para Netflix                          |

## Ancestros
| \| \| \| \| \| \| \| \| \| \| \| \| \| \| \| \| \| \| \| \| 16. Federico Guillermo, duque de Schleswig-Holstein-Sonderburg-Glücksburg \| \| \| \| \| \| \| \| \| \| \| \| \| \| \| \| \| \| \| \| \| \| \| \| \| \| \| \| \| \| \| \| \| \| \| \| \| \| \| \| \| \| \| \| \| \| \| \| \| \| \| \| \| \| 8. Cristián IX, rey de Dinamarca \| \| \| \| \| \| \| \| \| \| \| \| \| \| \| \| \| \| \| \| \| \| \| \| \| \| \| \| \| \| \| \| \| \| \| \| \| \| \| \| \| \| \| \| \| \| \| \| \| \| \| \| \| \| 17. Princesa Luisa Carolina de Hesse-Kassel \| \| \| \| \| \| \| \| \| \| \| \| \| \| \| \| \| \| \| \| \| \| \| \| \| \| \| \| \| \| \| \| \| \| \| \| \| \| \| \| \| \| \| \| \| \| \| \| \| \| \| \| \| \| 4. Jorge I, rey de los Helenos \| \| \| \| \| \| \| \| \| \| \| \| \| \| \| \| \| \| \| \| \| \| \| \| \| \| \| \| \| \| \| \| \| \| \| \| \| \| \| \| \| \| \| \| \| \| \| \| \| \| \| \| \| \| 18. Guillermo, landgrave de Hesse-Kassel \| \| \| \| \| \| \| \| \| \| \| \| \| \| \| \| \| \| \| \| \| \| \| \| \| \| \| \| \| \| \| \| \| \| \| \| \| \| \| \| \| \| \| \| \| \| \| \| \| \| \| \| \| \| 9. Princesa Luisa de Hesse-Kassel \| \| \| \| \| \| \| \| \| \| \| \| \| \| \| \| \| \| \| \| \| \| \| \| \| \| \| \| \| \| \| \| \| \| \| \| \| \| \| \| \| \| \| \| \| \| \| \| \| \| \| \| \| \| 19. Princesa Carlota de Dinamarca \| \| \| \| \| \| \| \| \| \| \| \| \| \| \| \| \| \| \| \| \| \| \| \| \| \| \| \| \| \| \| \| \| \| \| \| \| \| \| \| \| \| \| \| \| \| \| \| \| \| \| \| \| \| 2. Príncipe Andrés de Grecia y Dinamarca \| \| \| \| \| \| \| \| \| \| \| \| \| \| \| \| \| \| \| \| \| \| \| \| \| \| \| \| \| \| \| \| \| \| \| \| \| \| \| \| \| \| \| \| \| \| \| \| \| \| \| \| \| \| 20. Nicolás I, zar de Rusia \| \| \| \| \| \| \| \| \| \| \| \| \| \| \| \| \| \| \| \| \| \| \| \| \| \| \| \| \| \| \| \| \| \| \| \| \| \| \| \| \| \| \| \| \| \| \| \| \| \| \| \| \| \| 10. Gran duque Constantino Nikoláyevich de Rusia \| \| \| \| \| \| \| \| \| \| \| \| \| \| \| \| \| \| \| \| \| \| \| \| \| \| \| \| \| \| \| \| \| \| \| \| \| \| \| \| \| \| \| \| \| \| \| \| \| \| \| \| \| \| 21. Princesa Carlota de Prusia \| \| \| \| \| \| \| \| \| \| \| \| \| \| \| \| \| \| \| \| \| \| \| \| \| \| \| \| \| \| \| \| \| \| \| \| \| \| \| \| \| \| \| \| \| \| \| \| \| \| \| \| \| \| 5. Gran duquesa Olga Constantínova de Rusia \| \| \| \| \| \| \| \| \| \| \| \| \| \| \| \| \| \| \| \| \| \| \| \| \| \| \| \| \| \| \| \| \| \| \| \| \| \| \| \| \| \| \| \| \| \| \| \| \| \| \| \| \| \| 22. José, duque de Sajonia-Altenburgo \| \| \| \| \| \| \| \| \| \| \| \| \| \| \| \| \| \| \| \| \| \| \| \| \| \| \| \| \| \| \| \| \| \| \| \| \| \| \| \| \| \| \| \| \| \| \| \| \| \| \| \| \| \| 11. Princesa Alejandra de Sajonia-Altemburgo \| \| \| \| \| \| \| \| \| \| \| \| \| \| \| \| \| \| \| \| \| \| \| \| \| \| \| \| \| \| \| \| \| \| \| \| \| \| \| \| \| \| \| \| \| \| \| \| \| \| \| \| \| \| 23. Duquesa Amelia de Württemberg \| \| \| \| \| \| \| \| \| \| \| \| \| \| \| \| \| \| \| \| \| \| \| \| \| \| \| \| \| \| \| \| \| \| \| \| \| \| \| \| \| \| \| \| \| \| \| \| \| \| \| \| \| \| 1. Príncipe Felipe, duque de Edimburgo \| \| \| \| \| \| \| \| \| \| \| \| \| \| \| \| \| \| \| \| \| \| \| \| \| \| \| \| \| \| \| \| \| \| \| \| \| \| \| \| \| \| \| \| \| \| \| \| \| \| \| \| \| \| 24. Luis II, gran duque de Hesse y el Rin \| \| \| \| \| \| \| \| \| \| \| \| \| \| \| \| \| \| \| \| \| \| \| \| \| \| \| \| \| \| \| \| \| \| \| \| \| \| \| \| \| \| \| \| \| \| \| \| \| \| \| \| \| \| 12. Príncipe Alejandro de Hesse y el Rin \| \| \| \| \| \| \| \| \| \| \| \| \| \| \| \| \| \| \| \| \| \| \| \| \| \| \| \| \| \| \| \| \| \| \| \| \| \| \| \| \| \| \| \| \| \| \| \| \| \| \| \| \| \| 25. Princesa Guillermina de Baden \| \| \| \| \| \| \| \| \| \| \| \| \| \| \| \| \| \| \| \| \| \| \| \| \| \| \| \| \| \| \| \| \| \| \| \| \| \| \| \| \| \| \| \| \| \| \| \| \| \| \| \| \| \| 6. Luis de Battenberg, I marqués de Milford Haven \| \| \| \| \| \| \| \| \| \| \| \| \| \| \| \| \| \| \| \| \| \| \| \| \| \| \| \| \| \| \| \| \| \| \| \| \| \| \| \| \| \| \| \| \| \| \| \| \| \| \| \| \| \| 26. Conde Hans Moritz de Hauke \| \| \| \| \| \| \| \| \| \| \| \| \| \| \| \| \| \| \| \| \| \| \| \| \| \| \| \| \| \| \| \| \| \| \| \| \| \| \| \| \| \| \| \| \| \| \| \| \| \| \| \| \| \| 13. Julia, princesa de Battenberg \| \| \| \| \| \| \| \| \| \| \| \| \| \| \| \| \| \| \| \| \| \| \| \| \| \| \| \| \| \| \| \| \| \| \| \| \| \| \| \| \| \| \| \| \| \| \| \| \| \| \| \| \| \| 27. Sophie Lafontaine \| \| \| \| \| \| \| \| \| \| \| \| \| \| \| \| \| \| \| \| \| \| \| \| \| \| \| \| \| \| \| \| \| \| \| \| \| \| \| \| \| \| \| \| \| \| \| \| \| \| \| \| \| \| 3. Princesa Alicia de Battenberg \| \| \| \| \| \| \| \| \| \| \| \| \| \| \| \| \| \| \| \| \| \| \| \| \| \| \| \| \| \| \| \| \| \| \| \| \| \| \| \| \| \| \| \| \| \| \| \| \| \| \| \| \| \| 28. Príncipe Carlos de Hesse y el Rin \| \| \| \| \| \| \| \| \| \| \| \| \| \| \| \| \| \| \| \| \| \| \| \| \| \| \| \| \| \| \| \| \| \| \| \| \| \| \| \| \| \| \| \| \| \| \| \| \| \| \| \| \| \| 14. Luis IV, gran duque de Hesse y el Rin \| \| \| \| \| \| \| \| \| \| \| \| \| \| \| \| \| \| \| \| \| \| \| \| \| \| \| \| \| \| \| \| \| \| \| \| \| \| \| \| \| \| \| \| \| \| \| \| \| \| \| \| \| \| 29. Princesa Isabel de Prusia \| \| \| \| \| \| \| \| \| \| \| \| \| \| \| \| \| \| \| \| \| \| \| \| \| \| \| \| \| \| \| \| \| \| \| \| \| \| \| \| \| \| \| \| \| \| \| \| \| \| \| \| \| \| 7. Princesa Victoria de Hesse y el Rin \| \| \| \| \| \| \| \| \| \| \| \| \| \| \| \| \| \| \| \| \| \| \| \| \| \| \| \| \| \| \| \| \| \| \| \| \| \| \| \| \| \| \| \| \| \| \| \| \| \| \| \| \| \| 30. Príncipe Alberto de Sajonia-Coburgo y Gotha \| \| \| \| \| \| \| \| \| \| \| \| \| \| \| \| \| \| \| \| \| \| \| \| \| \| \| \| \| \| \| \| \| \| \| \| \| \| \| \| \| \| \| \| \| \| \| \| \| \| \| \| \| \| 15. Princesa Alicia del Reino Unido \| \| \| \| \| \| \| \| \| \| \| \| \| \| \| \| \| \| \| \| \| \| \| \| \| \| \| \| \| \| \| \| \| \| \| \| \| \| \| \| \| \| \| \| \| \| \| \| \| \| \| \| \| \| 31. Victoria, reina del Reino Unido \| \| \| \| \| \| \| \| \| \| \| \| \| \| \| \| \| \| \| \| \| \| \| \| \| \| \| \| \| \| \| \| \| \| \| \| \| \| \| \| \| \| \| \| \| \| \| \| \| \| \| \| |                                                                           |  |  |  |  |  |  |  |  |  |  |  |  |  |  |  |
| |                                                                           |  |  |  |  |  |  |  |  |  |  |  |  |  |  |  |
| | 16. Federico Guillermo, duque de Schleswig-Holstein-Sonderburg-Glücksburg |  |  |  |  |  |  |  |  |  |  |  |  |  |  |  |
| |                                                                           |  |  |  |  |  |  |  |  |  |  |  |  |  |  |  |
| |                                                                           |  |  |  |  |  |  |  |  |  |  |  |  |  |  |  |
| | 8. Cristián IX, rey de Dinamarca                                          |  |  |  |  |  |  |  |  |  |  |  |  |  |  |  |
| |                                                                           |  |  |  |  |  |  |  |  |  |  |  |  |  |  |  |
| |                                                                           |  |  |  |  |  |  |  |  |  |  |  |  |  |  |  |
| | 17. Princesa Luisa Carolina de Hesse-Kassel                               |  |  |  |  |  |  |  |  |  |  |  |  |  |  |  |
| |                                                                           |  |  |  |  |  |  |  |  |  |  |  |  |  |  |  |
| |                                                                           |  |  |  |  |  |  |  |  |  |  |  |  |  |  |  |
| | 4. Jorge I, rey de los Helenos                                            |  |  |  |  |  |  |  |  |  |  |  |  |  |  |  |
| |                                                                           |  |  |  |  |  |  |  |  |  |  |  |  |  |  |  |
| |                                                                           |  |  |  |  |  |  |  |  |  |  |  |  |  |  |  |
| | 18. Guillermo, landgrave de Hesse-Kassel                                  |  |  |  |  |  |  |  |  |  |  |  |  |  |  |  |
| |                                                                           |  |  |  |  |  |  |  |  |  |  |  |  |  |  |  |
| |                                                                           |  |  |  |  |  |  |  |  |  |  |  |  |  |  |  |
| | 9. Princesa Luisa de Hesse-Kassel                                         |  |  |  |  |  |  |  |  |  |  |  |  |  |  |  |
| |                                                                           |  |  |  |  |  |  |  |  |  |  |  |  |  |  |  |
| |                                                                           |  |  |  |  |  |  |  |  |  |  |  |  |  |  |  |
| | 19. Princesa Carlota de Dinamarca                                         |  |  |  |  |  |  |  |  |  |  |  |  |  |  |  |
| |                                                                           |  |  |  |  |  |  |  |  |  |  |  |  |  |  |  |
| |                                                                           |  |  |  |  |  |  |  |  |  |  |  |  |  |  |  |
| | 2. Príncipe Andrés de Grecia y Dinamarca                                  |  |  |  |  |  |  |  |  |  |  |  |  |  |  |  |
| |                                                                           |  |  |  |  |  |  |  |  |  |  |  |  |  |  |  |
| |                                                                           |  |  |  |  |  |  |  |  |  |  |  |  |  |  |  |
| | 20. Nicolás I, zar de Rusia                                               |  |  |  |  |  |  |  |  |  |  |  |  |  |  |  |
| |                                                                           |  |  |  |  |  |  |  |  |  |  |  |  |  |  |  |
| |                                                                           |  |  |  |  |  |  |  |  |  |  |  |  |  |  |  |
| | 10. Gran duque Constantino Nikoláyevich de Rusia                          |  |  |  |  |  |  |  |  |  |  |  |  |  |  |  |
| |                                                                           |  |  |  |  |  |  |  |  |  |  |  |  |  |  |  |
| |                                                                           |  |  |  |  |  |  |  |  |  |  |  |  |  |  |  |
| | 21. Princesa Carlota de Prusia                                            |  |  |  |  |  |  |  |  |  |  |  |  |  |  |  |
| |                                                                           |  |  |  |  |  |  |  |  |  |  |  |  |  |  |  |
| |                                                                           |  |  |  |  |  |  |  |  |  |  |  |  |  |  |  |
| | 5. Gran duquesa Olga Constantínova de Rusia                               |  |  |  |  |  |  |  |  |  |  |  |  |  |  |  |
| |                                                                           |  |  |  |  |  |  |  |  |  |  |  |  |  |  |  |
| |                                                                           |  |  |  |  |  |  |  |  |  |  |  |  |  |  |  |
| | 22. José, duque de Sajonia-Altenburgo                                     |  |  |  |  |  |  |  |  |  |  |  |  |  |  |  |
| |                                                                           |  |  |  |  |  |  |  |  |  |  |  |  |  |  |  |
| |                                                                           |  |  |  |  |  |  |  |  |  |  |  |  |  |  |  |
| | 11. Princesa Alejandra de Sajonia-Altemburgo                              |  |  |  |  |  |  |  |  |  |  |  |  |  |  |  |
| |                                                                           |  |  |  |  |  |  |  |  |  |  |  |  |  |  |  |
| |                                                                           |  |  |  |  |  |  |  |  |  |  |  |  |  |  |  |
| | 23. Duquesa Amelia de Württemberg                                         |  |  |  |  |  |  |  |  |  |  |  |  |  |  |  |
| |                                                                           |  |  |  |  |  |  |  |  |  |  |  |  |  |  |  |
| |                                                                           |  |  |  |  |  |  |  |  |  |  |  |  |  |  |  |
| | 1. Príncipe Felipe, duque de Edimburgo                                    |  |  |  |  |  |  |  |  |  |  |  |  |  |  |  |
| |                                                                           |  |  |  |  |  |  |  |  |  |  |  |  |  |  |  |
| |                                                                           |  |  |  |  |  |  |  |  |  |  |  |  |  |  |  |
| | 24. Luis II, gran duque de Hesse y el Rin                                 |  |  |  |  |  |  |  |  |  |  |  |  |  |  |  |
| |                                                                           |  |  |  |  |  |  |  |  |  |  |  |  |  |  |  |
| |                                                                           |  |  |  |  |  |  |  |  |  |  |  |  |  |  |  |
| | 12. Príncipe Alejandro de Hesse y el Rin                                  |  |  |  |  |  |  |  |  |  |  |  |  |  |  |  |
| |                                                                           |  |  |  |  |  |  |  |  |  |  |  |  |  |  |  |
| |                                                                           |  |  |  |  |  |  |  |  |  |  |  |  |  |  |  |
| | 25. Princesa Guillermina de Baden                                         |  |  |  |  |  |  |  |  |  |  |  |  |  |  |  |
| |                                                                           |  |  |  |  |  |  |  |  |  |  |  |  |  |  |  |
| |                                                                           |  |  |  |  |  |  |  |  |  |  |  |  |  |  |  |
| | 6. Luis de Battenberg, I marqués de Milford Haven                         |  |  |  |  |  |  |  |  |  |  |  |  |  |  |  |
| |                                                                           |  |  |  |  |  |  |  |  |  |  |  |  |  |  |  |
| |                                                                           |  |  |  |  |  |  |  |  |  |  |  |  |  |  |  |
| | 26. Conde Hans Moritz de Hauke                                            |  |  |  |  |  |  |  |  |  |  |  |  |  |  |  |
| |                                                                           |  |  |  |  |  |  |  |  |  |  |  |  |  |  |  |
| |                                                                           |  |  |  |  |  |  |  |  |  |  |  |  |  |  |  |
| | 13. Julia, princesa de Battenberg                                         |  |  |  |  |  |  |  |  |  |  |  |  |  |  |  |
| |                                                                           |  |  |  |  |  |  |  |  |  |  |  |  |  |  |  |
| |                                                                           |  |  |  |  |  |  |  |  |  |  |  |  |  |  |  |
| | 27. Sophie Lafontaine                                                     |  |  |  |  |  |  |  |  |  |  |  |  |  |  |  |
| |                                                                           |  |  |  |  |  |  |  |  |  |  |  |  |  |  |  |
| |                                                                           |  |  |  |  |  |  |  |  |  |  |  |  |  |  |  |
| | 3. Princesa Alicia de Battenberg                                          |  |  |  |  |  |  |  |  |  |  |  |  |  |  |  |
| |                                                                           |  |  |  |  |  |  |  |  |  |  |  |  |  |  |  |
| |                                                                           |  |  |  |  |  |  |  |  |  |  |  |  |  |  |  |
| | 28. Príncipe Carlos de Hesse y el Rin                                     |  |  |  |  |  |  |  |  |  |  |  |  |  |  |  |
| |                                                                           |  |  |  |  |  |  |  |  |  |  |  |  |  |  |  |
| |                                                                           |  |  |  |  |  |  |  |  |  |  |  |  |  |  |  |
| | 14. Luis IV, gran duque de Hesse y el Rin                                 |  |  |  |  |  |  |  |  |  |  |  |  |  |  |  |
| |                                                                           |  |  |  |  |  |  |  |  |  |  |  |  |  |  |  |
| |                                                                           |  |  |  |  |  |  |  |  |  |  |  |  |  |  |  |
| | 29. Princesa Isabel de Prusia                                             |  |  |  |  |  |  |  |  |  |  |  |  |  |  |  |
| |                                                                           |  |  |  |  |  |  |  |  |  |  |  |  |  |  |  |
| |                                                                           |  |  |  |  |  |  |  |  |  |  |  |  |  |  |  |
| | 7. Princesa Victoria de Hesse y el Rin                                    |  |  |  |  |  |  |  |  |  |  |  |  |  |  |  |
| |                                                                           |  |  |  |  |  |  |  |  |  |  |  |  |  |  |  |
| |                                                                           |  |  |  |  |  |  |  |  |  |  |  |  |  |  |  |
| | 30. Príncipe Alberto de Sajonia-Coburgo y Gotha                           |  |  |  |  |  |  |  |  |  |  |  |  |  |  |  |
| |                                                                           |  |  |  |  |  |  |  |  |  |  |  |  |  |  |  |
| |                                                                           |  |  |  |  |  |  |  |  |  |  |  |  |  |  |  |
| | 15. Princesa Alicia del Reino Unido                                       |  |  |  |  |  |  |  |  |  |  |  |  |  |  |  |
| |                                                                           |  |  |  |  |  |  |  |  |  |  |  |  |  |  |  |
| |                                                                           |  |  |  |  |  |  |  |  |  |  |  |  |  |  |  |
| | 31. Victoria, reina del Reino Unido                                       |  |  |  |  |  |  |  |  |  |  |  |  |  |  |  |
| |                                                                           |  |  |  |  |  |  |  |  |  |  |  |  |  |  |  |
| |                                                                           |  |  |  |  |  |  |  |  |  |  |  |  |  |  |  |

## Sucesión
| Predecesora: Isabel Bowes-Lyon (como reina consorte del Reino Unido) | Príncipe del Reino Unido 1952-2021                        | Sucesora: Camila Shand (como reina consorte del Reino Unido) |
| Predecesor: Alfredo de Sajonia-Coburgo-Gotha (1866-1900)             | Duque de Edimburgo 1947-2021                              | Sucesor: Carlos de Gales                                     |
| Predecesor: John Hugo Loudon                                         | Presidente del Fondo Mundial para la Naturaleza 1981-1996 | Sucesor: Syed Babar Ali                                      |